# CXorf56
CXorf56 (англ. Chromosome X open reading frame 56) – білок, який кодується однойменним геном, розташованим у людей на довгому плечі X-хромосоми. Довжина поліпептидного ланцюга білка становить 222 амінокислот, а молекулярна маса — 25 625.
| 10         |  | 20         |  | 30         |  | 40         |  | 50         |
| ---------- |  | ---------- |  | ---------- |  | ---------- |  | ---------- |
| MPKVVSRSVV |  | CSDTRDREEY |  | DDGEKPLHVY |  | YCLCGQMVLV |  | LDCQLEKLPM |
| RPRDRSRVID |  | AAKHAHKFCN |  | TEDEETMYLR |  | RPEGIERQYR |  | KKCAKCGLPL |
| FYQSQPKNAP |  | VTFIVDGAVV |  | KFGQGFGKTN |  | IYTQKQEPPK |  | KVMMTKRTKD |
| MGKFSSVTVS |  | TIDEEEEEIE |  | AREVADSYAQ |  | NAKVIEKQLE |  | RKGMSKRRLQ |
| ELAELEAKKA |  | KMKGTLIDNQ |  | FK         |  |            |  |            |

A: Аланін

C: Цистеїн

D: Аспарагінова кислота

E: Глутамінова кислота

F: Фенілаланін

G: Гліцин

H: Гістидин

I: Ізолейцин

K: Лізин

L: Лейцин

M: Метіонін

N: Аспарагін

P: Пролін

Q: Глутамін

R: Аргінін

S: Серин

T: Треонін

V: Валін

Задіяний у такому біологічному процесі, як альтернативний сплайсинг. 